# Загальноосвітня школа № 1 (Глухів, Сумська область)
Глухівська загальноосвітня школа І—ІІІ ступенів № 1 — середня загальноосвітня школа у місті Глухові, Сумської області, Україна. Мова навчання — українська. Заснована у 1894 — 1896 роках, як Глухівська жіноча гімназія на кошти мецената М. А. Терещенка.
Центральний корпус школи розміщений у чудовому будинку, який є пам'яткою історії та архітектури України та охороняється державою.
З 1928 по 1930 роки у школі навчався найкращий волейболіст 20 сторіччя заслужений майстер спорту СРСР Рева Костянтин Кузьмич.
Будівля протягом 2007 р. була відреставрована в рамках Державної програми збереження пам'яток архітектури національного значення. Будівельники ТОВ «Анна» з м. Суми провели реставраційні та відновлювальні роботи на суму 140 тис. грн..